# 2020年夏季奧林匹克運動會羽毛球比賽
2020年夏季奧林匹克運動會羽毛球比賽，是因2019冠狀病毒病疫情而延期至2021年舉行的第32屆夏季奧林匹克運動會的其中一個比賽項目，於2021年7月24日至8月2日在日本東京武藏野之森綜合體育廣場進行，共產生5面金牌。

## 比賽形式
每場比賽將會採取三局兩勝制，先取兩局者勝出。每局先獲得21分者勝出該局，採取落地得分制。如出現20分平手時，須領先2分者勝出；當到達29分平手時，先取1分者勝出。

### 單打項目
所有運動員將會分為16組，每組3至4位運動員進行小組賽。每組首名將會出線進入淘汰賽。

### 雙打項目
所有運動員將會分為4組，每組前2名將會出線進入淘汰賽。

## 時間表
以下是羽毛球項目的賽程安排，所有時間皆為日本標準時間（UTC+9）
| P | 小組賽 | R | 十六強 | ¼ | 半準決賽 | ½ | 準決賽 | F | 決賽 |

| 2021年7 / 8月 | 24日 週六 | 25日 週日 | 26日 週一 | 27日 週二 | 28日 週三 | 29日 週四 | 30日 週五 | 31日 週六 | 1日 週日 | 2日 週一 |
| ------------- | --------- | --------- | --------- | --------- | --------- | --------- | --------- | --------- | -------- | -------- |
| 男子單打      | P         | P         | P         | P         | P         | R         |           | ¼         | ½        | F        |
| 女子單打      | P         | P         | P         | P         | P         | R         | ¼         | ½         | F        |          |
| 男子雙打      | P         | P         | P         | P         |           | ¼         | ½         | F         |          |          |
| 女子雙打      | P         | P         | P         | P         |           | ¼         |           | ½         |          | F        |
| 混合雙打      | P         | P         | P         |           | ¼         | ½         | F         |           |          |          |

## 參賽代表團
以下是參加本屆奧運羽毛球項目的代表團（含因唯一選手感染2019冠狀病毒病而未能上場的蘇利南隊）：
- （4）
- 奥地利（1）
- 阿塞拜疆（1）
- 比利时（1）
- 巴西（2）
- 保加利亚（3）
- 加拿大（8）
- 中国（14）
- 丹麦（9）
- 埃及（3）
- 爱沙尼亚（2）
- 芬兰（1）
- 法国（4）
- 德国（5）
- 英国（7）
- 危地马拉（2）
- 中国香港（4）
- 匈牙利（2）
- 印度（4）
- 印度尼西亚（11）
- 伊朗（1）
- 爱尔兰（1）
- 以色列（2）
- 日本（13）
- 马来西亚（8）
- 马尔代夫（1）
- 马耳他（1）
- 毛里求斯（1）
- 墨西哥（2）
- 缅甸（1）
- 荷兰（4）
- 尼日利亚（3）
- 巴基斯坦（1）
- 秘鲁（1）
- 难民（1）
- 俄罗斯奥林匹克委员会（4）
- 新加坡（2）
- 斯洛伐克（1）
- 韩国（10）
- 西班牙（2）
- 斯里兰卡（1）
- 苏里南（1）
- 瑞典（1）
- 瑞士（1）
- 中华台北（5）
- 泰国（7）
- 土耳其（1）
- 乌克兰（2）
- 美国（4）
- 越南（2）

## 獎牌得主
| 項目              | 金牌                                                  | 银牌                          | 铜牌                              |
| 男子單打 （詳細） | 維克托·阿薩爾森 · 丹麦（DEN）                         | 諶龍 · 中国（CHN）            | 安東尼·金廷 · 印度尼西亚（INA）   |
| 女子單打 （詳細） | 陳雨菲 · 中国（CHN）                                  | 戴資穎 · 中华台北（TPE）      | 普薩拉·文卡塔·辛度 · 印度（IND）  |
| 男子雙打 （詳細） | 中华台北（TPE） · 李洋 · 王齊麟                       | 中国（CHN） · 李俊慧 · 劉雨辰 | 马来西亚（MAS） · 謝定峰 · 蘇偉譯 |
| 女子雙打 （詳細） | 印度尼西亚（INA） · 格雷西娅·波利 · 阿普里亚尼·拉哈育 | 中国（CHN） · 陈清晨 · 贾一凡 | 韩国（KOR） · 金昭映 · 孔熙容     |
| 混合雙打 （詳細） | 中国（CHN） · 王懿律 · 黃東萍                         | 中国（CHN） · 鄭思維 · 黃雅瓊 | 日本（JPN） · 渡邊勇大 · 東野有紗 |

## 獎牌榜
*   主办国家/地区（日本）
| 排名                     | 国家 / 地区              | 金牌 | 銀牌 | 銅牌 | 总计 |
| ------------------------ | ------------------------ | ---- | ---- | ---- | ---- |
| 1                        | 中国（CHN）              | 2    | 4    | 0    | 6    |
| 2                        | 中华台北（TPE）          | 1    | 1    | 0    | 2    |
| 3                        | 印度尼西亚（INA）        | 1    | 0    | 1    | 2    |
| 4                        | 丹麦（DEN）              | 1    | 0    | 0    | 1    |
| 5                        | 印度（IND）              | 0    | 0    | 1    | 1    |
| 5                        | 日本（JPN）*             | 0    | 0    | 1    | 1    |
| 5                        | 韩国（KOR）              | 0    | 0    | 1    | 1    |
| 5                        | 马来西亚（MAS）          | 0    | 0    | 1    | 1    |
| 总计（共8个国家 / 地区） | 总计（共8个国家 / 地区） | 5    | 5    | 5    | 15   |

## 外部連結
- （英文）官方网站
- （英文）BADMINTON WORLD FEDERATION（页面存档备份，存于）
- （英文） (PDF). （原始内容 (PDF)存档于2021-08-10）.